# Cerveja na França
A maior parte da cerveja vendida na França é cerveja pilsner, produzida por grandes cervejarias que controlam mais de 90% do mercado, embora também existam várias microcervejarias. Em 2023 as Lagers tinham uma participação de mercado de 69,4%, as cervejas escuras tinham 26%, as Stouts tinham 0,4% e as sem álcool/0% tinham 4,3%.

## História
Antes da industrialização, a maior parte da cerveja era fabricada em pequenas cervejarias rurais, que atendiam às necessidades dos residentes locais. No início do século 20, havia mais de mil cervejarias na França. Com o declínio da população rural, essas cervejarias quase desapareceram e junto com elas a tradição e a diversidade das cervejas regionais, que começaram a ser substituídas por outras maiores. No entanto nas últimas décadas, o interesse pela cerveja foi renovado e muitas novas cervejarias surgiram. Em 1985, havia apenas 22 cervejarias em toda a França. Em 2010 já eram mais de 300, em 2014 eram 680 e em 2023 eram 2.500.
A região da Alsácia-Lorena devido a sua história é hoje a principal região produtora de cerveja da França, graças principalmente às cervejarias em Estrasburgo e arredores. Estes incluem a Cervejaria Licorne (Karlsbräu), Kronenbourg, l'Espérance (Heineken International), Meteor, Schutzenberger e Champigneulles (perto de Nancy). O lúpulo é cultivado em Kochersberg e no norte da Alsácia. Também a região de Nord-Pas-de-Calais, conhecida como Flandres francesa possui uma herança cervejeira comum com a Bélgica.

## Cervejas Francesas

### Estilos
Os estilos de cerveja de origem francesas são a Bière de Garde.

### Marcas
Algumas marcas de origem francesas são a Kronenbourg, Pelforth, Tourtel, Desperados, Pélican, Gallia, Fischer, Pelforth, 1664, Rince Cochon, Cervoise, Monts des Cats, Carolus, Docks Beer, Mont noire,

## Dados econômicos

### Consumo
Em 2023 foram consumidos  22.800.000 hectolitros, sendo o consumo per capita de 33 litros anuais.

### Produção
Em 2023 existiam em França 2.500 cervejarias ativas que produziram  22.000.000 hectolitros de cerveja. O valor de impostos gerados pelo fabrico foi de 1.030 milhões de euros. O fabrico de cerveja foi responsável por 8.000 empregos diretos.

### Exportações/Importações
Em 2017 foram exportados 5.696.000 hectolitros para os membros da União Europeia e 1.072.000 hectolitros para o resto do mundo. Em termos de importações, foram importados da União Europeia 7.387.000 hectolitros e 309.000 hectolitros do resto do mundo.

## Mercado
O mercado de cerveja é bastante concentrado: Heineken e Carlsberg juntas representaram 63,7% do mercado em 2022, e a AB InBev (que possui várias pequenas marcas belgas) deteve mais 15,3% do mercado. As marcas fora do top 10 representaram 33,1% do mercado em 2022.

### Quotas de mercado
Em 2022 as quotas de mercado da cerveja na França era a seguinte:
- Grupo Heineken tinha 34,0% de quota de mercado, distribuídos pelas seguintes marcas: Heineken 15,7%, Desperados 9,0%, Pelforth 2,0%, Affligem 1,7%.[9]
- Grupo Carlsberg tinha 29,7% de quota de mercado, distribuídos pelas seguintes marcas: Kronenbourg 18,2%, Grimbergen 5,3%, Tourtel 1,8%.[9]
- Grupo AB InBev tinha 15,3% de quota de mercado, distribuídos pelas seguintes marcas: Leffe 10,2%, Hoegaarden 1,5%.[9]
- Grupo Swinkels Family Brewers tinha 1,5% de quota de mercado, distribuídos pelas seguintes marcas: Bavaria 1,5%.[9]
- A Brasserie De Saint-Omer tinha 1,3% de quota de mercado.[9]
- Grupo Asahi tinha 1,0% de quota de mercado.[9]
- Grupo Duvel Moortgat tinha 0,5% de quota de mercado.[9]
- A Difcom, empresa que se dedica a distribuição de pequenas marcas de cerveja ,tinha 0,4% de quota de mercado.[9]
- A Brasserie Castelain tinha 0,3% de quota de mercado.[9]
- A Brasseries Duyck tinha 0,3% de quota de mercado.[9]

### Marcas de cerveja
As marcas distribuídas por grupos, fabricante ou distribuidores é a seguinte:
- Heineken: Heineken, Desperados, Pélican, Affligem, Gallia, Fischer, Pelforth, La Phocéenne, Mort Subite, Lagunitas, Birra Moretti, Ciney, Hapkin, Ancre Pils, La Slavia, Old Lager, Record, Judas.[10]
- Kronenbourg (Grupo Carlsberg): 1664, Grimbergen, Kronenbourg, Tourtel, La Bete, Somersby, Brooklyn, La Tigre, Carlsberg, Guinness, Pietra, Skoll, Ducasse.[11]
- AB InBev: Leffe, Hoegaarden.
- Swinkels Family Brewers: Bavaria.
- Brasserie De Saint-Omer: Saint-Omer.[12]
- Asahi: Asahi, Amsterdam, Pilsner Urquell, Peroni Nastro Azzurro, Grolsch, St Stefanus, Meantime.[13]
- Duvel Moortgat: Duvel.[14]
- Difcom: Bush, Carolus, Cervoise, Corbeau, Docks Beer, Eku, Kirin, Mont noire, Monts des Cats, Paix Dieu, Rince Cochon, St Feuillien, Trolls, Westmalle.[15]
- Brasserie Castelain: Castelain, Jade, Chti, Cadette.[16]